# Ouzouer-sur-Trézée
Ouzouer-sur-Trézée – miejscowość i gmina we Francji, w Regionie Centralnym, w departamencie Loiret.
Według danych na rok 1990 gminę zamieszkiwało 1185 osób, a gęstość zaludnienia wynosiła 19 osób/km² (wśród 1842 gmin Centre, Ouzouer-sur-Trézée plasuje się na 332. miejscu pod względem liczby ludności, natomiast pod względem powierzchni na miejscu 40.).